# Michela Carrara
Michela Carrara (ur. 26 lutego 1997 w Aoscie) – włoska biathlonistka, złota i srebrna medalistka mistrzostw świata juniorek.

## Osiągnięcia

### Zimowe igrzyska Olimpijskie
| Rok  | Miejscowość | Konkurencje | Konkurencje | Konkurencje | Konkurencje | Konkurencje | Konkurencje | Konkurencje |
| Rok  | Miejscowość | IN          | SP          | PU          | MS          | RL          | MR          | SR          |
| ---- | ----------- | ----------- | ----------- | ----------- | ----------- | ----------- | ----------- | ----------- |
| 2022 | Pekin       | 60.         | nd.         | nd.         | nd.         | nd.         | nd.         | nd.         |

### Mistrzostwa świata
| Rok  | Miejscowość        | Konkurencje | Konkurencje | Konkurencje | Konkurencje | Konkurencje | Konkurencje | Konkurencje |
| Rok  | Miejscowość        | IN          | SP          | PU          | MS          | RL          | MR          | SR          |
| ---- | ------------------ | ----------- | ----------- | ----------- | ----------- | ----------- | ----------- | ----------- |
| 2020 | Antholz-Anterselva | 49.         | 67.         | nd.         | nd.         | 10.         | nd.         | –           |
| 2021 | Pokljuka           | 31.         | 23.         | 38.         | nd.         | 9.          | nd.         | –           |
| 2024 | Nové Město         | –           | 45.         | 33.         | –           | –           | –           | –           |
| 2025 | Lenzerheide        | 27.         | 5.          | 8.          | 13.         | 7.          | –           | –           |

### Mistrzostwa świata juniorów
| Rok  | Miejscowość | Konkurencje | Konkurencje | Konkurencje | Konkurencje | Konkurencje | Konkurencje | Konkurencje |
| Rok  | Miejscowość | IN          | SP          | PU          | MS          | RL          | MR          | SR          |
| ---- | ----------- | ----------- | ----------- | ----------- | ----------- | ----------- | ----------- | ----------- |
| 2017 | Osrblie     | 42.         | 1.          | 2.          | nd.         | 13.         | nd.         | nd.         |
| 2018 | Otepää      | 49.         | 23.         | 22.         | nd.         | 6.          | nd.         | nd.         |
| 2019 | Osrblie     | 24.         | 14.         | 11.         | nd.         | 4.          | nd.         | nd.         |

### Mistrzostwa Europy
| Rok  | Miejscowość | Konkurencje | Konkurencje | Konkurencje | Konkurencje | Konkurencje | Konkurencje | Konkurencje |
| Rok  | Miejscowość | IN          | SP          | PU          | MS          | RL          | MR          | SR          |
| ---- | ----------- | ----------- | ----------- | ----------- | ----------- | ----------- | ----------- | ----------- |
| 2019 | Mińsk       | 32.         | 69.         | nd.         | nd.         | nd.         | 8.          | ?.          |

### Puchar Świata

#### Miejsca w klasyfikacji generalnej
| Sezon     | Miejsce           |
| --------- | ----------------- |
| 2019/2020 | -                 |
| 2020/2021 | 74.               |
| 2021/2022 | niesklasyfikowana |
| 2022/2023 | niesklasyfikowana |
| 2023/2024 | 44.               |
| 2024/2025 | 38.               |